# Landtagswahl in Vorarlberg 1964
- SPÖ: 10
- ÖVP: 20
- FPÖ: 6

Die Landtagswahl in Vorarlberg 1964 fand am 18. Oktober 1964 statt. Die Österreichische Volkspartei (ÖVP) verlor dabei 1,3 % und erreichte mit 53,5 % ihr bisher schlechtestes Ergebnis bei einer Landtagswahl in der Zweiten Republik. Dadurch verlor die ÖVP auch ein Mandat, stellte in der Folge 20 der 36 Abgeordneten und hielt damit ihre absolute Mehrheit. Die Sozialistische Partei Österreichs (SPÖ) erreichte hingegen ihr bestes Ergebnis im Vorarlberg der Zweiten Republik. Mit einem Plus von 0,2 % erzielte sie 29,5 % Stimmenanteil und wie bisher 10 Mandate. Die Freiheitliche Partei Österreichs (FPÖ) konnte ihr Ergebnis um 0,9 % steigern und erreichte mit 15,8 % sechs Mandate. Dies bedeutete einen Gewinn von einem Mandat. Die Kommunistische Partei Österreichs (KPÖ) scheiterte bei einem kleinen Plus von 0,2 % und einem Stimmenanteil von 1,2 % hingegen erneut am Einzug in den Landtag.
Der Landtag der XX. Gesetzgebungsperiode konstituierte sich in der Folge am 29. Oktober 1964 und wählte an diesem Tag die Landesregierung Keßler I zur neuen Vorarlberger Landesregierung. 

## Gesamtergebnis
|                                         | Ergebnisse 1964 | Ergebnisse 1964 | Ergebnisse 1964 | Ergebnisse 1959 | Ergebnisse 1959 | Ergebnisse 1959 | Differenzen | Differenzen | Differenzen |  |
| --------------------------------------- | --------------- | --------------- | --------------- | --------------- | --------------- | --------------- | ----------- | ----------- | ----------- |  |
| Wahlberechtigte                         | 142.919         | 142.919         | 142.919         | 130.103         | 130.103         | 130.103         | + 12.816    | + 12.816    | + 12.816    |  |
| Wahlbeteiligung                         | 93,10 %         | 93,10 %         | 93,10 %         | 93,75 %         | 93,75 %         | 93,75 %         | - 0,65 %    | - 0,65 %    | - 0,65 %    |  |
|                                         | Stimmen         | %               | Mand.           | Stimmen         | %               | Mand.           | Stimmen     | %           | Mand.       |  |
| Abgegebene Stimmen                      | 133.059         |                 |                 | 121.971         |                 |                 | + 11.088    |             |             |  |
| Ungültig                                | 3.397           | 2,55 %          |                 | 3.893           | 3,19 %          |                 | - 496       | - 0,64 %    |             |  |
| Gültig                                  | 129.662         | 97,45 %         |                 | 118.078         | 96,81 %         |                 | + 11.584    | + 0,64 %    |             |  |
| Partei                                  |                 |                 |                 |                 |                 |                 |             |             |             |  |
| Österreichische Volkspartei (ÖVP)       | 69.321          | 53,46 %         | 20              | 64.619          | 54,73 %         | 21              | + 4.702     | - 1,27 %    | - 1         |  |
| Sozialistische Partei Österreichs (SPÖ) | 38.302          | 29,54 %         | 10              | 34.607          | 29,31 %         | 10              | + 3.695     | + 0,23 %    | ± 0         |  |
| Freiheitliche Partei Österreichs (FPÖ)  | 20.480          | 15,79 %         | 6               | 17.614          | 14,92 %         | 5               | + 2.866     | + 0,87 %    | + 1         |  |
| Kommunistische Partei Österreichs (KPÖ) | 1.559           | 1,20 %          | 0               | 1.238           | 1,05 %          | 0               | + 321       | + 0,15 %    | ± 0         |  |
| Gesamt                                  | 129.662         | 100,00 %        | 36              | 118.078         | 100,00 %        | 36              | + 11.584    |             |             |  |